# Phog Allen
Forrest Clare "Phog" Allen, D.O. (18 de noviembre de 1885, 16 de septiembre de 1974) fue un entrenador universitario americano conocido como el «Padre del Entrenamiento de Baloncesto». Su carrera baloncestística empezó como estrella en la Universidad de Kansas bajo las órdenes de James Naismith, el inventor del baloncesto. Allen ganó tres campeonatos nacionales universitarios en 1922, 1923 y 1952.
Nacido en Jamesport (Misuri), Allen entrenó a la Universidad de Kansas, a la Universidad Baker, al Instituto Haskell y al Warrensburg Teachers College.
La carrera deportiva de Allen empezó como estudiante de la Universidad de Kansas en 1904, donde jugó tres años a baloncesto bajo las órdenes de James Naismith, y dos años a béisbol. En Kansas fue también miembro de la Fraternidad Phi Kappa Psi. Allen comenzó su carrera como entrenador en su alma mater en 1907, pero se tomó un descanso tras graduarse en 1909 para estudiar medicina osteopática. Conocido como "Doc" por los jugadores y estudiantes, se forjó una reputación como importante figura en el campus de la Universidad de Kansas, entrenando en todos los deportes y siendo conocido por sus técnicas de manipulación osteopáticas para curar a los deportistas. Allen fue una leyenda en el campo del tratamiento de lesiones deportivas y tuvo una larga lista de importantes deportistas. También tuvo una exitosa clínica privada de osteopatía, y todos los que fueron tratados por él comentaban que tenía un "toque mágico" para curar dolores de espalda, rodillas y tobillos. Allen decía que aplicaba el mismo tratamiento a deportistas y a "civiles".
Su fuerte, aunque razonable, disposición le ayudó a ser la fuerza conductora para que el baloncesto se convirtiera en deporte oficial de los Juegos Olímpicos en 1936. Allen entrenaría más tarde en los Juegos de Verano de 1952, liderando a los Estados Unidos a la medalla de oro en Helsinki (Finlandia).
Entrenó a equipos universitarios durante 49 temporadas, y consiguió una marca de 771 victorias y 233 derrotas, retirándose con el récord de todos los tiempos como entrenador con más victorias en el baloncesto universitario. Durante su estancia en Kansas, Allen entrenó a Dean Smith, Adolph Rupp, Dutch Lonborg y Ralph Miller, quienes serían futuros entrenadores del Hall of Fame. Entre los jugadores del Hall of Fame que entrenó están Paul Endacott, Bill Johnson y Clyde Lovellette. También reclutó a Wilt Chamberlain para que jugara con Kansas, e incluso entrenó al antiguo senador Bob Dole. Allen Fieldhouse, la cancha de baloncesto del campus de la Universidad de Kansas lleva ese nombre en su honor. Una pancarta que cuelga del techo del Allen Fieldhouse reza: "Prestad atención todos los que entráis, tened cuidado con Phog". Phog Allen fue elegido como parte de la clase inaugural en el Hall of Fame en 1959.
Allen también fundó la Asociación Nacional de Entrenadores de Baloncesto, que más tarde creó el torneo de la NCAA.

## Marca como Entrenador de Baloncesto
| Temporada | Equipo            | Victorias | Derrotas | Porcentaje | Postemporada           |
| --------- | ----------------- | --------- | -------- | ---------- | ---------------------- |
| 1905-06   | Baker             | 18        | 3        | .857       | -                      |
| 1906-07   | Baker             | 14        | 0        | 1.000      | -                      |
| 1907-08   | Baker             | 13        | 6        | .684       | -                      |
| 1907-08   | Kansas            | 18        | 6        | .750       | -                      |
| 1908-09   | Haskell           | 27        | 5        | .844       | -                      |
| 1908-09   | Kansas            | 25        | 3        | .893       | -                      |
| 1912-13   | Warrensburg T. C. | 11        | 7        | .611       | -                      |
| 1913-14   | Warrensburg T. C. | 15        | 4        | .789       | -                      |
| 1914-15   | Warrensburg T. C. | 13        | 4        | .764       | -                      |
| 1915-16   | Warrensburg T. C. | 9         | 4        | .692       | -                      |
| 1916-17   | Warrensburg T. C. | 13        | 2        | .867       | -                      |
| 1917-18   | Warrensburg T. C. | 9         | 4        | .692       | -                      |
| 1918-19   | Warrensburg T. C. | 14        | 6        | .700       | -                      |
| 1919-20   | Kansas            | 10        | 7        | .588       | -                      |
| 1920-21   | Kansas            | 10        | 8        | .566       | -                      |
| 1921-22   | Kansas            | 16        | 2        | .889       | Campeón Nacional Helms |
| 1922-23   | Kansas            | 17        | 1        | .944       | Campeón Nacional Helms |
| 1923-24   | Kansas            | 16        | 3        | .842       | -                      |
| 1924-25   | Kansas            | 17        | 1        | .944       | -                      |
| 1925-26   | Kansas            | 16        | 2        | .889       | -                      |
| 1926-27   | Kansas            | 15        | 2        | .882       | -                      |
| 1927-28   | Kansas            | 9         | 9        | .500       | -                      |
| 1928-29   | Kansas            | 3         | 15       | .167       | -                      |
| 1929-30   | Kansas            | 14        | 4        | .778       | -                      |
| 1930-31   | Kansas            | 15        | 3        | .833       | -                      |
| 1931-32   | Kansas            | 13        | 5        | .722       | -                      |
| 1932-33   | Kansas            | 13        | 4        | .765       | -                      |
| 1933-34   | Kansas            | 16        | 1        | .941       | -                      |
| 1934-35   | Kansas            | 15        | 5        | .750       | -                      |
| 1935-36   | Kansas            | 21        | 2        | .913       | -                      |
| 1936-37   | Kansas            | 15        | 4        | .789       | -                      |
| 1937-38   | Kansas            | 18        | 2        | .900       | -                      |
| 1938-39   | Kansas            | 13        | 7        | .650       | -                      |
| 1939-40   | Kansas            | 19        | 6        | .760       | -                      |
| 1940-41   | Kansas            | 12        | 6        | .667       | -                      |
| 1941-42   | Kansas            | 17        | 5        | .773       | -                      |
| 1942-43   | Kansas            | 22        | 6        | .786       | -                      |
| 1943-44   | Kansas            | 17        | 9        | .654       | -                      |
| 1944-45   | Kansas            | 12        | 5        | .706       | -                      |
| 1945-46   | Kansas            | 19        | 2        | .905       | -                      |
| 1946-47   | Kansas            | 8         | 5        | .615       | -                      |
| 1947-48   | Kansas            | 9         | 15       | .375       | -                      |
| 1948-49   | Kansas            | 12        | 12       | .500       | -                      |
| 1949-50   | Kansas            | 14        | 11       | .560       | -                      |
| 1950-51   | Kansas            | 16        | 8        | .667       | -                      |
| 1951-52   | Kansas            | 28        | 3        | .903       | Campeón de la NCAA     |
| 1952-53   | Kansas            | 19        | 6        | .760       | -                      |
| 1953-54   | Kansas            | 16        | 5        | .762       | -                      |
| 1954-55   | Kansas            | 11        | 10       | .524       | -                      |
| 1955-56   | Kansas            | 14        | 9        | .609       | -                      |
| Total     | Todos los Equipos | 771       | 223      | (.776)     |                        |

## Marca como Entrenador de Fútbol Americano
| Temporada | Equipo            | Victorias | Derrotas | Empates | Porcentaje |
| --------- | ----------------- | --------- | -------- | ------- | ---------- |
| 1912      | Warrensburg T. C. | 6         | 2        | 0       | .750       |
| 1913      | Warrensburg T. C. | 7         | 2        | 0       | .778       |
| 1914      | Warrensburg T. C. | 5         | 4        | 0       | .556       |
| 1915      | Warrensburg T. C. | 4         | 2        | 2       | .625       |
| 1916      | Warrensburg T. C. | 6         | 3        | 0       | .667       |
| 1917      | Warrensburg T. C. | 1         | 4        | 0       | .200       |
| 1920      | Kansas            | 5         | 2        | 1       | .688       |
| Total     | Todos los Equipos | 34        | 19       | 3       | (.634)     |